# Néphrostomie
 (mai 2025).

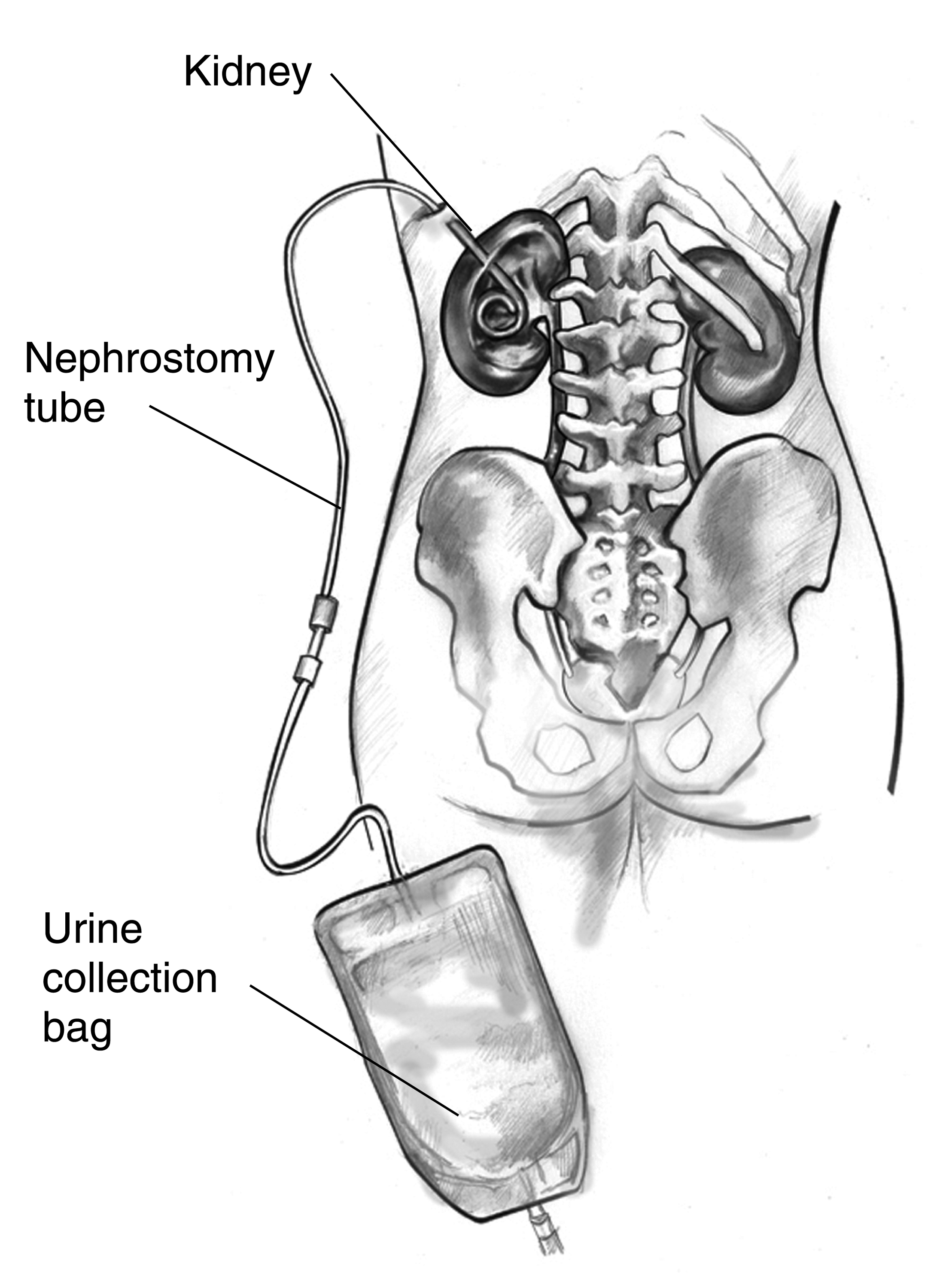
Néphrostomie

La néphrostomie (du grec ancien νεφρός (nefrós), rein, et στόμα (stoma), bouche) consiste à mettre en dérivation, temporairement ou définitivement, les cavités des reins avec l’extérieur, au niveau de la peau, au moyen d’une sonde ou d’un cathéter traversant le tissu rénal et sortant au niveau de la peau, en regard du rein.
Lorsque le rein fonctionne normalement, l’urine s’écoule dans la vessie par un canal étroit, l’uretère. Si un obstacle obstrue ce canal, le rein risque d’être endommagé. La néphrostomie permet de dériver les urines sécrétées par le rein. Différents obstacles peuvent être en cause :
- un ou des calculs
- un rétrécissement ou une tumeur (uretère, tube digestif, organes génitaux pelviens de la femme, tumeurs ganglionnaires).

## Technique opératoire
La sonde de néphrostomie est placée dans les cavités rénales par ponction à travers la peau et la paroi lombaire, sous contrôle radioscopique et échographique. La néphrostomie est réalisée sous anesthésie locale ou générale, le patient étant placé sur le ventre.

## Suites habituelles
- les douleurs sont minimes.
- les urines recueillies par la sonde peuvent être sanglantes (surtout en cas de traitement anticoagulant).
- la sonde peut se déplacer et sortir des cavités rénales : il est recommandé d’éviter les manœuvres de traction à son niveau et de vérifier sa bonne fixation.

La sonde de néphrostomie est laissée en place pour une durée variable selon la pathologie en cause. Elle est souvent temporaire en cas de calcul de la voie urinaire : elle est supprimée après que le calcul a été traité. La sonde peut être maintenue de façon prolongée ou définitive dans certaines circonstances, en particulier en cas de lésions tumorales.

## Risques et complications
Les complications directement en relation avec l’intervention sont rares, mais possibles :
Lors de la mise en place de la sonde de néphrostomie :
- une hémorragie est possible, par blessure d’un vaisseau sanguin irriguant le tissu rénal : elle est le plus souvent modérée et d’évolution favorable, mais peut nécessiter, dans de rares cas, une intervention radiologique ou chirurgicale pour y mettre un terme.
- la sonde peut s’obstruer ou se déplacer nécessitant des manœuvres de désobstruction, voire son repositionnement ou son replacement.